# Bratoukhine
Bratoukhine est le nom d'un bureau d'études aéronautique spécialisé dans la conception et l'usinage d'hélicoptère.

## Historique
Créé en janvier 1940 il était intégré au sein de l'institut d'aéronautique de Moscou en Union soviétique.
C'est l'ingénieur Ivan Pavlovitch Bratoukhine qui le dirigea.
Bratoukhine se spécialisa dans la conception d'hélicoptères à double rotors contrarotatifs en ligne. Son activité a cessé au cours de l'année 1949.

## Hélicoptères construits
Au cours de son histoire le bureau d'étude Bratoukhine développa les hélicoptères suivants :
- Bratoukhine Omega
- Bratoukhine B-5
- Bratoukhine B-9
- Bratoukhine B-10
- Bratoukhine B.11
- Bratoukhine G-3
- Bratoukhine G-4

## Sources

### Sources bibliographiques
- Michel Marmin (réd. en chef), Jean-Claude Bernar (dir.) et Marion Mabboux (esp. d'éd.), Toute l'aviation : la grande aventure technologique des avions civils et militaires, Paris Bruxelles Lausanne, Atlas,Atlen.Rencontre, 1992, 15 vol. (4605 p.) : ill. ; 29 cm (ISBN 978-2-7312-1326-3, 978-2-731-21344-7 et 978-2-731-21345-4, OCLC 715773689).

### Sources web
- Bratoukhine et le développement de l'Oméga.